# Cúrling als Jocs Olímpics d'hivern de 1998
Als Jocs Olímpics d'Hivern de 1998 celebrats a la ciutat de Nagano (Japó) es disputaren dues proves de curling, una en categoria masculina i una altra en categoria femenina. Després de la seva absència en l'edició anterior dels Jocs en aquest retornà no com a esport de demostració sinó com a esport olímpic en la competició oficial.
La competició se celebrà entre els dies 9 i 15 de febrer de 1998 a les instal·lacions de Karuizawa.

## Resum de medalles
| Prova           | Or                                                                                          | Argent                                                                                      | Bronze                                                                                                |
| Prova masculina | Suïssa Patrick Hürlimann · Patrik Lörtscher · Daniel Müller · Diego Perren · Dominic Andres | Canadà Mike Harris · Richard Hart · Collin Mitchell · George Karrys · Paul Savage           | Noruega Eigil Ramsfjell · Jan Thoresen · Stig-Arne Gunnestad · Anthon Grimsmo · Tore Torvbråten       |
| Prova femenina  | Canadà Sandra Schmirler · Jan Betker · Joan McCusker · Marcia Gudereit · Atina Ford         | Dinamarca Helena Blach Lavrsen · Margit Pörtner · Dorthe Holm · Trine Qvist · Jane Bidstrup | Suècia Elisabet Gustafson · Katarina Nyberg · Louise Marmont · Elizabeth Persson · Margaretha Lindahl |

## Medaller
| Posició | País      | Or | Argent | Bronze | Total |
| 1       | Canadà    | 1  | 1      | 0      | 2     |
| 2       | Suïssa    | 1  | 0      | 0      | 1     |
| 3       | Dinamarca | 0  | 1      | 0      | 1     |
| 4       | Noruega   | 0  | 0      | 1      | 1     |
| 4       | Suècia    | 0  | 0      | 1      | 1     |
|         |           |    |        |        |       |
| Total   | Total     | 2  | 2      | 2      | 6     |